# Ященко, Иван Григорьевич
Ива́н Григо́рьевич Я́щенко (15 июня 1918 года — 10 февраля 1998 года — участник Великой Отечественной войны, командир взвода автоматчиков 738-го стрелкового полка 134-й стрелковой дивизии 69-й армии 1-го Белорусского фронта, Герой Советского Союза.

## Биография
Родился в семье крестьянина, украинец. С 1932 года — воспитанник 48-го Кубано-казачьего кавалерийского полка города Осиповичи. Окончил девять классов.
В 1937 году призван в ряды Красной Армии. В 1940 году окончил Смоленское военное техническое училище. В боях Великой Отечественной войны с июня 1941 года. Воевал на 1-м Белорусском фронте. С 1944 года — член ВКП(б).
29 июля 1944 года командир взвода автоматчиков 738-го стрелкового полка младший лейтенант И. Г. Ященко со взводом первым переправился через реку Висла юго-западнее города Пулавы в Польше. Взвод, закрепившись, удержал захваченный рубеж.
Указом Президиума Верховного Совета СССР от 24 марта 1945 года за мужество и героизм, проявленные при форсировании Вислы и удержании плацдарма на её западном берегу, младшему лейтенанту Ященко Ивану Григорьевичу присвоено звание Героя Советского Союза с вручением ордена Ленина и медали «Золотая Звезда» (№ 5784).
С 1946 года старший лейтенант И. Г. Ященко — в запасе. Жил в городе Новгород-Северский Черниговской области Украины. Был на административно-хозяйственной работе. Скончался 10 февраля 1998 году.

## Награды
- Медаль «Золотая Звезда» Героя Советского Союза;
- орден Ленина (1945);
- два ордена Отечественной войны I степени (1945, 1985);
- орден Отечественной войны II степени (1944);
- орден Красной Звезды (1945);
- Медаль «За отвагу» (1944);
- медаль «За оборону Сталинграда»;
- медаль «За победу над Германией в Великой Отечественной войне 1941—1945 гг.»;
- медаль «За взятие Берлина»;
- юбилейные медали.

## Память
- Похоронен на городском кладбище города Новгород-Северский.
- Бюст Героя Советского Союза И. Г. Ященко установлен в городе Новгород-Северский на Аллее Славы парка имени Тараса Шевченко, среди бюстов Героев — уроженцев Новгород-Северского района.
- Именем Героя названа одна из улиц Новгорода-Северского.